# София Бранденбург-Ансбахская (1535)
София Бранденбург-Ансбахская (нем. Sophie von Brandenburg-Ansbach; 23 марта 1535, Ансбах — 22 февраля 1587, Легница) — принцесса Бранденбург-Ансбахская, в замужестве герцогиня Легницкая.

## Биография
София — дочь маркграфа Георга Бранденбург-Ансбахского (1484—1543) и его третьей супруги Эмилии (1516—1591), дочери герцога Генриха Саксонского.
11 ноября 1560 года в Легнице София вышла замуж за герцога Генриха XI Легницкого (1539—1588). Для отца Софии этот брак способствовал укреплению его позиций как силезского герцога. Брак оказался чрезвычайно несчастливым из-за сильной обидчивости Софии.

## Потомки
В супруги имели четырех дочерей и двух сыновей:
- Катарина София (7 августа 1561 — 10 мая 1608), жена с 24 февраля 1587 года Фридриха, пфальцграфа Цвейбрюккен-Фоэнштраусского (1557—1597)
- Анна Мария (3 января 1563 — 28 февраля 1620)
- Эмилия (26 декабря 1563 — 9 ноября 1618)
- сын (род. и ум. до 16 января 1565)
- Георг Фридрих (11 сентября 1565 — 14 ноября 1565)
- Сабина Барбара (8 января 1571 — 14 декабря 1571).